# Birdsong (радиоканал)
Birdsong — временный радиоканал, который раньше транслировался по национальному цифровому радио в Великобритании. Передача состояла из непрерывно повторяющейся записи птичьего пения. Он был доступен через сеть цифрового аудиовещания Digital One DAB. Запись также была доступна на сайте Digital One до осени 2009 годаи RadioBirdsong. Первоначально начавшись как тестовый сигнал на аналоговом радио в 1992 году а затем транслировавшийся на цифровом радио с 2003 по 2005 год, канал приобрел постоянных слушателей, которые жаловались, когда его отключили от эфира. В 2008—2009 годах передача снова существовала как «вспомогательный» эфир, пока 1 июня 2009 года её не заменила коммерческая радиостанция Amazing Radio. C 27 декабря 2019 года по 17 февраля 2020 года канал в формате цифрового радио вещал в Портсмуте.

## История
Когда в 2003 году станция финансовых новостей Bloomberg и станция текущих новостей ITN News Radio прекратили вещание с разницей в несколько месяцев, их оказалось некем заменить из-за обязательства Digital One по лицензии на вещание в формате новостной радиостанции. В результате радиостанция воспроизводила 36 минут 56-секундный цикл пения птиц и окружающих звуков под названием «D1 Temp», который транслировался почти два года. В июне 2005 года мощность, ранее использовавшаяся речевыми службами, а затем птичьим пением, была передана для тестовой передачи видео на мобильные телефоны, известной как BT Movio.
Когда в январе 2008 года цифровая радиостанция в формате журнала Oneword прекратила вещание в январе 2008 года, аудиозаписи птичьего пения снова вернулся в мультиплекс на канале Oneword, а служебное название канала DAB изменилось на «Birdsong».
Птичье пение было записано осенью 1991 года на краю равнины Солсбери в Уилтширском саду председателя Digital One Квентина Ховарда,запись изначально была сделана для любительской драматической постановки Рэймонда Бриггса «Когда дует ветер», которая нуждалась в звуковых эффектах сельской местности, и впервые прозвучала в эфире во время тестовых передач в период с июля по сентябрь 1992 года до запуска Classic FM.н был показан в ряде теле- и радиорепортажей, включая Countryfile в 2008 году и BBC Breakfast TV.
Некоторые слушатели сочли запись расслабляющей альтернативой другим станциям. Однако других слушателей раздражали звуки вороньего карканья и похожие на выстрелы звуки треска дерева, расширяющегося под лучами утреннего солнца Появилось несколько историй о некоторых звуках, услышанных в записи; один слушатель смог идентифицировать в записи не менее двенадцати различных видов птиц.
После прекращения вещания в 2005 году появлялись жалобы радиослушателей. В 2008 году в прессе сообщалось, что передача привлекла больше внимания, чем устные программы Oneword, а её аудитория достигала 500 тыс. человек.

## Закрытие
В 2009 году исполняющий обязанности генерального директора Digital One Глин Джонс заявил, что «Birdsong было более популярным среди журналистов, чем среди реальных слушателей», отметив, что никогда не было никаких реальных доказательств цифры в полмиллиона слушателей.. По мнению Ховарда, тем самым могли попытаться привлечь интерес к новому радиоканалу.
Birdsong был удален из мультиплекса Digital One в воскресенье, 31 мая 2009 г. в 23:59:59, чтобы обеспечить запуск Amazing Radio. Оригинальная запись пения птиц, используемая Classic FM and Digital One по-прежнему доступна в Интернете на веб-сайте Digital One и на официальном веб-сайте Radio Birdsong.
Birdsong Radio временно вернулось к цифровому радио в январе 2014 года после того, как Jazz FM прекратило вещание на платформе Digital One, а LBC — ещё не начало вещание на национальном уровне с 11 февраля.
C 27 декабря 2019 года по 17 февраля 2020 года канал в формате цифрового радио вещал в Портсмуте. 1 апреля радиоканал был добавлен в небольшой мультиплекс в Глазго.
Запись теперь можно прослушать и скачать на сайте birdsong.fm, также есть мобильное приложение.